# Итагуи Леонес
«Итагуи́ Лео́нес» (исп. Itagüí Leones Fútbol Club) — колумбийская футбольная команда, базирующаяся в городе Итагуи.

## История
Клуб «Депортиво Рионегро» был основан в 1957 году в одноимённом городе Антиокьи.
С 1991 года неизменно участвовал в соревновании Категория Примера B, который является де-факто вторым дивизионом страны после Кубка Мустанга. «Депортиво Рионегро» была единственной командой Категории Примеры B, которая участвовала во всех турнирах этого дивизиона вплоть до 2017 года.
В начале XXI века клуб постепенно подходил к повышению в Примеру. Так, «Депортиво Рионегро» выиграл Апертуру 2008 года, но по итогам сезона не смог выйти в элиту. В 2009 году команда заняла четвёртое место, в то время как в Кубок Мустанг выходит напрямую лишь один клуб, а команда, занявшая второе место, играет стыковые матчи с предпоследней командой элиты. В 2016 году команда переехала в Итагуи и стала называться «Итагуи Леонес». В 2017 году команда сумела завоевать вторую путёвку в Кубок Мустанга и впервые в истории выйти в элитный дивизион колумбийского футбола.
Однако надолго в элите «Итагуи Леонес» удержаться не удалось. В таблице вылета по итогам 2018 года «Леонес» оказались на последнем 20-м месте, в результате чего команда вернулась в Примеру B.